# USS Bennington (CV-20)
O USS Bennington (CV-20) é um porta-aviões da Marinha dos Estados Unidos, pertencente à Classe Essex.
|  |  |